# Interne nucleofiele substitutie
De interne nucleofiele substitutie of SNi-reactie is de benaming voor een specifieke nucleofiele alifatische substitutie, die evenwel weinig wordt aangewend. Het reactiemechanisme werd in 1937 geïntroduceerd. Het betreft een nucleofiele reactie waarbij de configuratie van een molecule behouden blijft. Later werd het begrip uitgebreid tot een reeks van verschillende reacties met een vergelijkbaar reactiemechanisme.

## Reactiemechanisme
Twee representatieve organische reacties om dit mechanisme te demonstreren zijn de chlorering van alcoholen met thionylchloride en de ontleding van alkylchloorformiaten. Het belangrijkste kenmerk is het behoud van stereochemische configuratie.
Thionylchloride reageert eerste met het alcohol, waarbij een alkylchloorsulfiet wordt gevormd. De twee stap verloopt via een geconcerteerd proces: hierbij wordt zwaveldioxide afgesplitst en tegelijkertijd vervangen door het chloride-ion. Dit ion bindt op de sulfietgroep. Het verschil met een SN1-reactie is dat het ionenpaar niet volledig gedissocieerd is en daardoor geen echt carbokation wordt gevormd. Dit zou anders leiden tot racemisatie.
Dit reactiemechanisme is bestudeerd door onder meer pyridine toe te voegen. Dit leidt tot inversie. De reden hiervoor ligt in het feit dat het vrij elektronenpaar van stikstof in pyridine gedoneerd wordt aan de intermediaire sulfietgroep ter vervanging van het chloride-ion. Dit chloride-ion kan enkel nog aanvallen op de andere zijde van de molecule, waardoor inversie optreedt.
Onderstaand reactieschema toont ook nog dat de configuratie behouden blijft indien een reactie wordt uitgevoerd met 1,4-dioxaan. Verder worden ook de klassieke SN1- en SN2-reactie getoond.